# Bakary Koné
Bakary Koné (Ouagadougou, 27 de abril de 1988) é um futebolista burquinense que atua como zagueiro. Atualmente, esta sem clube.

## Carreira
Bakary Koné representou o elenco da Seleção Burquinense de Futebol no Campeonato Africano das Nações de 2017.

## Títulos
Burkina Faso
- Campeonato Africano das Nações: 2013 - 2º Lugar.